# Fabrykant

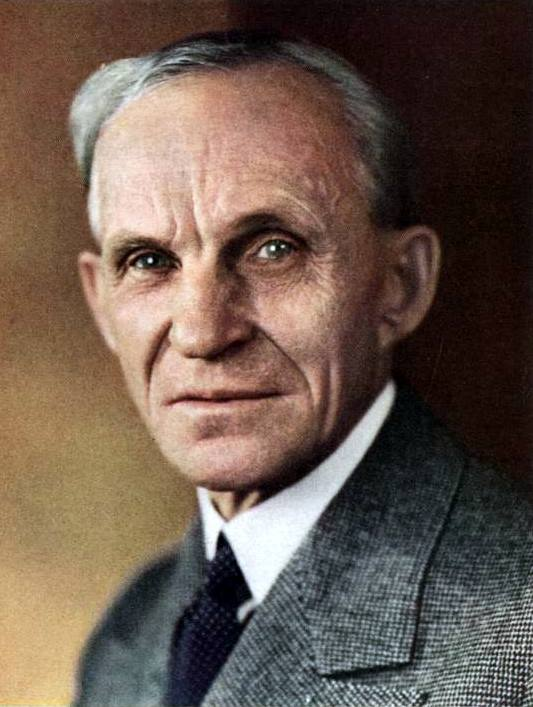
Henry Ford, jeden z największych przemysłowców w historii

Fabrykant (łac. fabricans, -ntis ‘tworzący’, od fabricare ‘tworzyć’), przemysłowiec – prywatny właściciel fabryki lub zakładu przemysłowego.
W XIX w. mianem tym określano także rzemieślnika, którego warsztat miał większą moc produkcyjną.
Na ziemiach polskich (znajdujących się wówczas w zaborze rosyjskim) fabrykanci pojawili się dzięki upoważnieniu władz rządowych Królestwa Polskiego ("Kongresówki") z dnia 30 stycznia 1821 r., udzielonemu Rajmundowi Rembielińskiemu na utworzenieosad fabrycznych. Datę tę uznaje się także za narodziny Łodzi przemysłowej.
Do znanych fabrykantów należeli:
- August Borsig (1804-1854)
- Hipolit Cegielski (1813-1868)
- Heinrich Gotthold Dietel (1839-1911)
- Ludwik Geyer (1805-1869)
- Ludwik Grohman
- Traugott Grohmann (1785-1874)
- Juliusz Heinzel
- Gustaw Josephy
- Franciszek Kindermann
- Oskar Kon
- Leopold Stanisław Kronenberg (1812-1878)
- Bogumił i Beniamin Krusche
- Stanisław Lilpop
- Izrael Poznański
- Karol Scheibler
- Fryderyk Wilhelm Schweikert
- Majer Wolanowski

## Przemysłowcy
- Louis Renault (przemysłowiec)
- Henryk Łubieński (1793-1883)
- Leopold Stanisław Kronenberg
- Stanisław Lilpop (1817-1866)
- Edward Natanson (1861-1940)
- Wilhelm Rau (1825-1899)
- Franz von Winckler (1803-1851)

## Przedsiębiorcy
- Ferdinand Schichau (1814-1896)